# Vidor
Vidor é uma comuna italiana da região do Vêneto, província de Treviso, com cerca de 3.766 habitantes. Estende-se por uma área de 13 km², tendo uma densidade populacional de 262 hab/km². Faz fronteira com Crocetta del Montello, Farra di Soligo, Moriago della Battaglia, Pederobba, Valdobbiadene.

## Demografia
| Variação demográfica do município entre 1861 e 2011                               |
|                                                                                   |
| Fonte: Istituto Nazionale di Statistica (ISTAT) - Elaboração gráfica da Wikipedia |